# تنیس در المپیک تابستانی ۱۸۹۶
تنیس در بازی‌های المپیک تابستانی ۱۸۹۶ نام رویداد ورزش تنیس در بازی‌های المپیک تابستانی ۱۸۹۶ بوده است.

## نتایج
| رویداد        | طلا                                                      | نقره                                                                | برنز                                                    |
| انفرادی مردان | جان پایس بولند · بریتانیای کبیر                          | دیونیسیوس کاسداگلیس · یونان                                         | کونستانتینوس پاسپاتیس · یونان                           |
| انفرادی مردان | جان پایس بولند · بریتانیای کبیر                          | دیونیسیوس کاسداگلیس · یونان                                         | مومچیلو تاپاویتسا · مجارستان                            |
| دونفره مردان  | تیم مختلط · جان پایس بولند (GBR) و · فریدریش ترائن (GER) | تیم مختلط · دمتریوس پتروکوکینوس (GRE) و · دیونیسیوس کاسداگلیس (GRE) | تیم مختلط · ادوین فلک (AUS) و · جورج اس. رابرتسون (GBR) |

## کشورهای شرکت کننده
در این مسابقات ۱۳ ورزشکار از ۶ کشور به رقابت با یک دیگر پرداختند.
- استرالیا (۱)
- فرانسه (۱)
- آلمان (۱)
- بریتانیای کبیر (۲)
- یونان (۷)
- مجارستان (۱)

## جدول مدال‌ها
| رتبه | کشورها         | طلا | نقره | برنز | مجموع |
| ۱    | تیم مختلط      | ۱   | ۱    | ۱    | ۳     |
| ۲    | بریتانیای کبیر | ۱   | ۰    | ۰    | ۱     |
| ۳    | یونان          | ۰   | ۱    | ۱    | ۲     |
| ۴    | مجارستان       | ۰   | ۰    | ۱    | ۱     |